# La Cabeza de Béjar
La Cabeza de Béjar – gmina w Hiszpanii, w prowincji Salamanka, w Kastylii i León, o powierzchni 13,91 km². W 2011 roku gmina liczyła 95 mieszkańców.